# Gau Mark Brandenburg

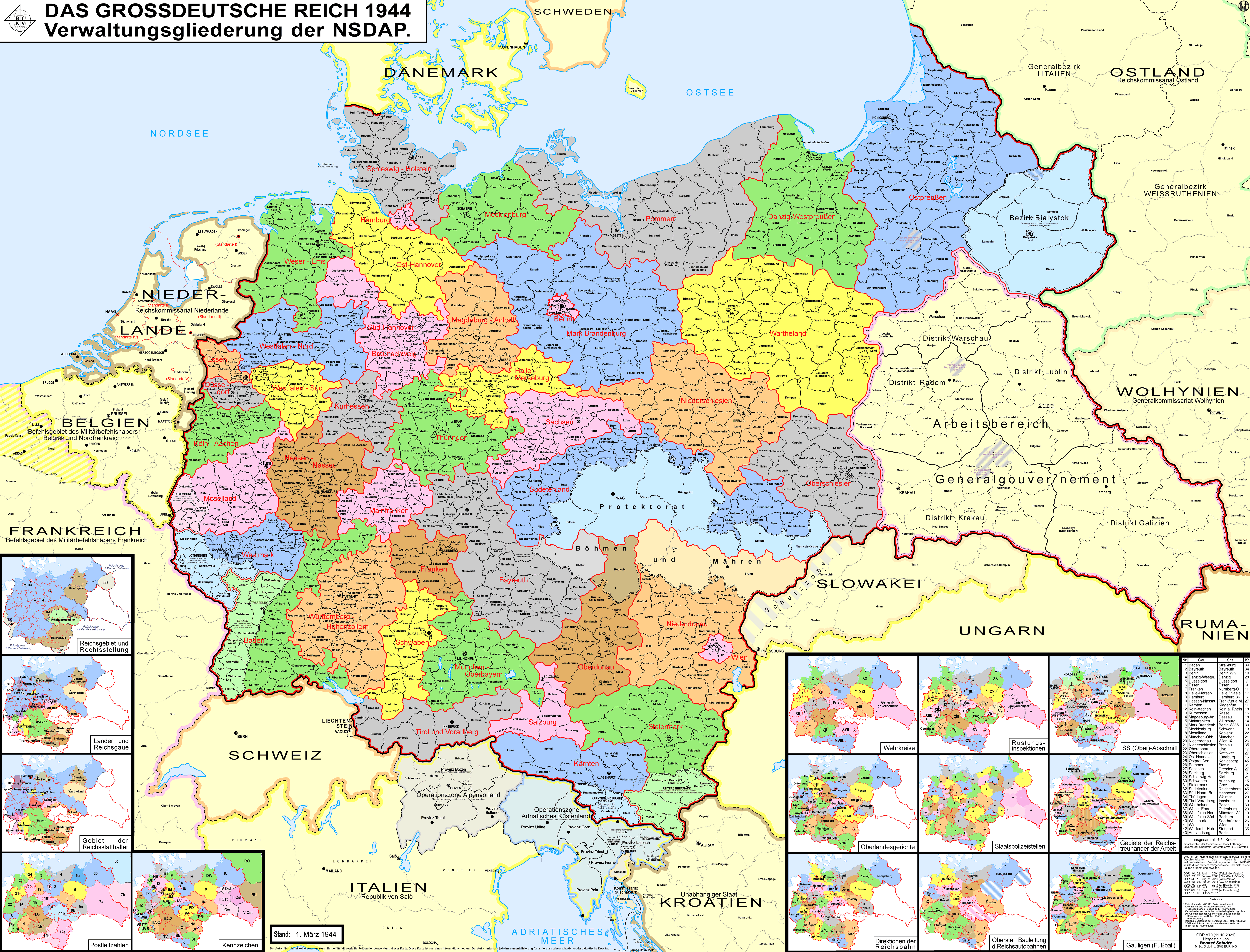
Gaue des Deutschen Reiches, 1944

Der Gau Mark Brandenburg war eine Verwaltungseinheit der NSDAP unter einem Gauleiter. Unter diesem Namen gab es den Gau seit dem 21. März 1939, vorher hieß er seit 1933 Kurmark.

## Entwicklung und Struktur

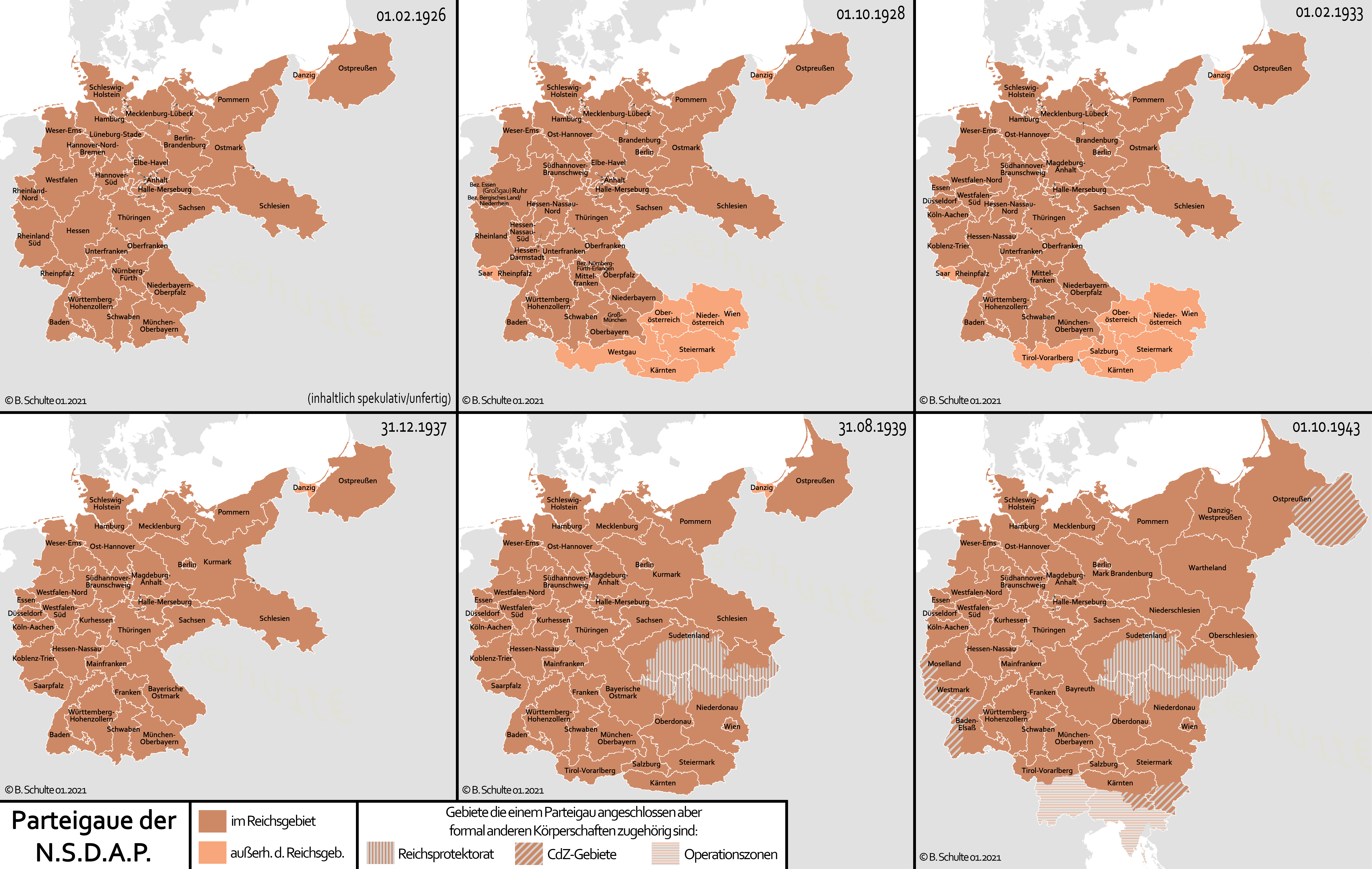
Gaue der NSDAP 1926, 1928, 1933, 1937, 1939 und 1943

Dieser Parteigau war am 1. Juni 1933 entstanden aus dem Gau Brandenburg, der am 1. Oktober 1928 vom Gau Berlin-Brandenburg (gegründet 1925) abgeteilt worden war, und dem Gau Ostmark (gegründet 1925 mit dem Hauptort Frankfurt/Oder). Das Gebiet entsprach 1933 dem der Reichstagswahlkreise Potsdam I, Potsdam II (ohne Berlin) und Frankfurt/Oder mit der Grenzmark Posen-Westpreußen. Der Gau umfasste die preußische Provinz Brandenburg mit dem Regierungsbezirk Potsdam und dem Regierungsbezirk Frankfurt sowie die Grenzmark Posen-Westpreußen. Nach deren Auflösung 1938 gingen der Landkreis Schwerin (Warthe), Landkreis Meseritz und Landkreis Bomst (teilweise) zur Provinz Brandenburg, die gleichzeitig die Kreise Friedeberg (Neumark) und Arnswalde an die Provinz Pommern abgab. Dem Parteigau stand ab dem 16. Mai 1933 auf der staatlichen Ebene der Reichsstatthalter für Preußen Hermann Göring gegenüber, der den Gauleiter Kube zum Oberpräsidenten der Provinz Brandenburg und kommissarisch der Grenzmark Posen-Westpreußen ernannte. Im September 1936 erfolgte Gleiches für den Nachfolger Stürtz. Damit verschmolzen Staats- und Parteiebene miteinander, besonders seit Kriegsausbruch 1939. Der Gauleiter wurde am 1. September 1939 zum Reichsverteidigungskommissar für den Wehrkreis III (Berlin), als solcher Vorsitzender des Verteidigungsausschusses des Wehrkreises III. Am 15. November 1940 wurde er Gauwohnungskommissar, am 6. April 1942 Beauftragter des Generalbevollmächtigten für den Arbeitseinsatz, am 25. September 1944 Gauführer des Deutschen Volkssturms. Der Gau war flächenmäßig mit 38.278 km² der größte im Deutschen Reich, der Sitz der Gauleitung war in Berlin (Kurmärkische Straße 1).
Gauleiter im Gau Berlin-Brandenburg waren
- Ernst Schlange seit 27. März 1925
- Joseph Goebbels seit 9. November 1926 (ab 1. Oktober 1928 Gauleiter von Groß-Berlin)
  - Stellvertreter Erich Schmiedicke (1925 – November 1926)
  - Stellvertreter Emil Holtz (November 1926 – 1. Oktober 1928)
    - Gaugeschäftsführer Franz Gutsmiedl (1926–1927)

Gauleiter waren nach der Abtrennung im Gau Brandenburg
- Emil Holtz (1. Oktober 1928 – 1930; am 30. September 1930 aus der NSDAP ausgetreten[5])
- Ernst Schlange (1932 – 16. März 1933; Abberufung wegen Streitigkeiten)
- Erich Schmiedicke (m. d. F. b., 16. März – 1. Juni 1933)
  - Stellvertreter Karl Schultz (Juli – Dezember 1930)
  - Stellvertreter Erich Schmiedicke (zugleich Gaugeschäftsführer, 1931–1933)

im Gau Ostmark
- Wilhelm Kube (2. Januar 1928 – 1. Juni 1933)
  - Stellvertreter Siegfried Kasche (1926–1931)
  - Stellvertreter Erich Schmiedicke (1932–1933)
  - Gaugeschäftsführer Werner Schmuck (1928–1933)

im Gau Mark Brandenburg
- Wilhelm Kube (1. Juni 1933 – 7. August 1936; entlassen wegen Korruption)
- Emil Stürtz (7. August 1936–1945)
  - Stellvertreter Werner Schmuck (Juni 1933 – August 1936)
  - Stellvertreter Paul Wegener (8. August 1936 – Mai 1942)
  - Stellvertreter Victor von Podbielski (m. d. W. d. G. b., 1. Februar 1940 –?)

Gauwirtschaftsberater war seit 1933 der Bankdirektor Helmut Börnicke. Als Gauführerschulen bestanden die Dietrich-Eckart-Schule Gehren in Heideblick und die Gauschulungsburg II Adolf Hitler Lychen ab 21. Juni 1934. Das Gauamt für Beamte unterhielt als Gauschule die Wilhelm-Frick-Schule in Rehnitz im Landkreis Soldin.